# Antonios Aziz Mina
Antonios Aziz Mina (ur. 9 lutego 1955 w Al-Minja) – egipski duchowny katolicki Kościoła katolickiego obrządku koptyjskiego, biskup Gizy w latach 2006-2017.

## Życiorys
9 czerwca 1978 otrzymał święcenia kapłańskie. Inkardynowany do eparchii Al-Minja, przez kilka lat pracował w niej duszpastersko, zaś w latach 1984-1988 studiował prawo kanoniczne Kościołów Wschodnich w Rzymie. Po powrocie do kraju był m.in. sędzią biskupim oraz wykładowcą seminarium w Maadi, zaś w 1992 ponownie wyjechał do Rzymu i rozpoczął pracę w Kongregacji ds. Kościołów Wschodnich, wykładając jednocześnie prawo kanoniczne Kościołów Wschodnich na Papieskim Instytucie Wschodnim

### Episkopat
19 grudnia 2002 został wybrany biskupem kurialnym koptyjskiego patriarchatu Aleksandrii. Dwa dni później wybór ten został zatwierdzony przez Jana Pawła II, który nadałmu stolicę tytularną Mareotes. Sakry biskupiej udzielił mu 13 lutego 2003 ówczesny patriarcha aleksandryjski Kościoła koptyjskiego - Stefan II Ghattas.
27 grudnia 2005 został wybrany biskupem eparchii Gizy (wybór zatwierdził 3 stycznia 2006 papież Benedykt XVI).
23 stycznia 2017 papież przyjął jego rezygnację z pełnionego urzędu.